# Wacław Berent

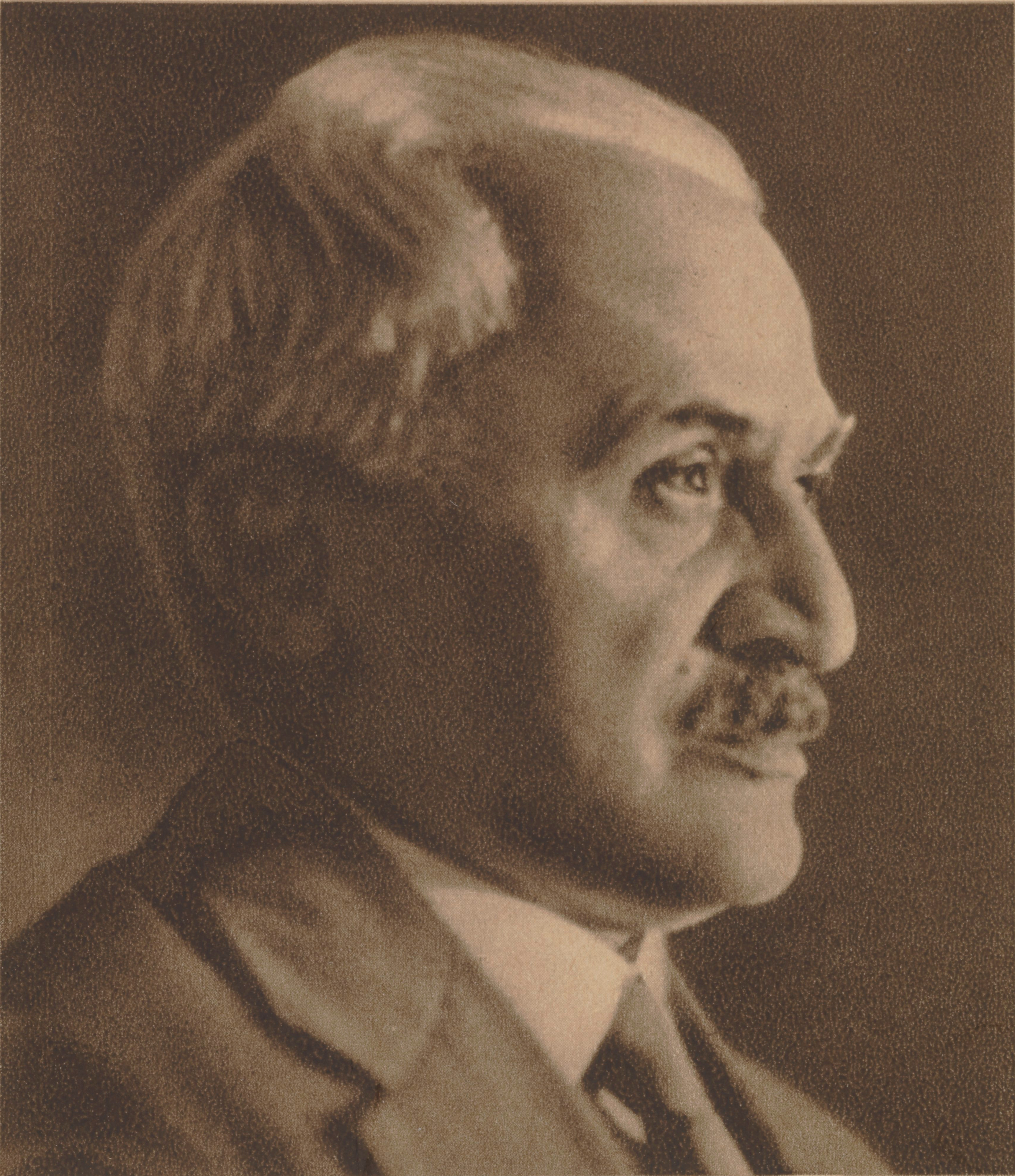
Wacław Berent.

Wacław Berent, född 28 september 1873 och död 22 november 1940, var en polsk författare.
Berent har utgett flera romaner, bland annat Yrkesmannen (1898), Murkenhet (1903), och andra i sorgfälligt utarbetade realistisk stil, ofta med starkt symboliskt inslag. Han tog mycket inflytande av Stanisław Przybyszewski och Friedrich Nietzsche. Bland hans senare romaner märks främst medeltidsromanen "De levande stenarna".